# Rossbremse

Roßbremsen und Seil im Wappen von Essen-Horst

Rossbremse im Wappen von Granzin

Geflügelte Rossbremse

Das in der Heraldik Rossbremse, auch Pferdebremse, auch Pferdeprame oder Pferdepramme genannte Gerät Nasenbremse dient zur Beruhigung von Pferden, besonders bei tierärztlicher Behandlung. Durch das Zusammenziehen von Riemen oder Ketten wird dem Pferd die Oberlippe leicht gequetscht. Die Quetschung der Oberlippe führt im Gehirn des Pferdes zur Ausschüttung von Endorphinen und somit zur Unterdrückung von Schmerzreizen.
In vielen Wappen hat die Rossbremse Einzug gehalten. Sie wird als gemeine Figur in der Heraldik und den möglichen Tingierungen dargestellt, wobei Schwarz, Gold und Silber überwiegen. Bei westfälischen Wappen ist dieses Heroldsbild beliebt. Heraldiker leiten es von der Tätigkeit als Gestütsverwalter eines Fürsten oder von den Dynastien des Wappenträgers ab. Gehäuft tritt das Bild auch in ostpreußischen, pommerschen und norddeutschen Wappen auf.